# Bas prussien

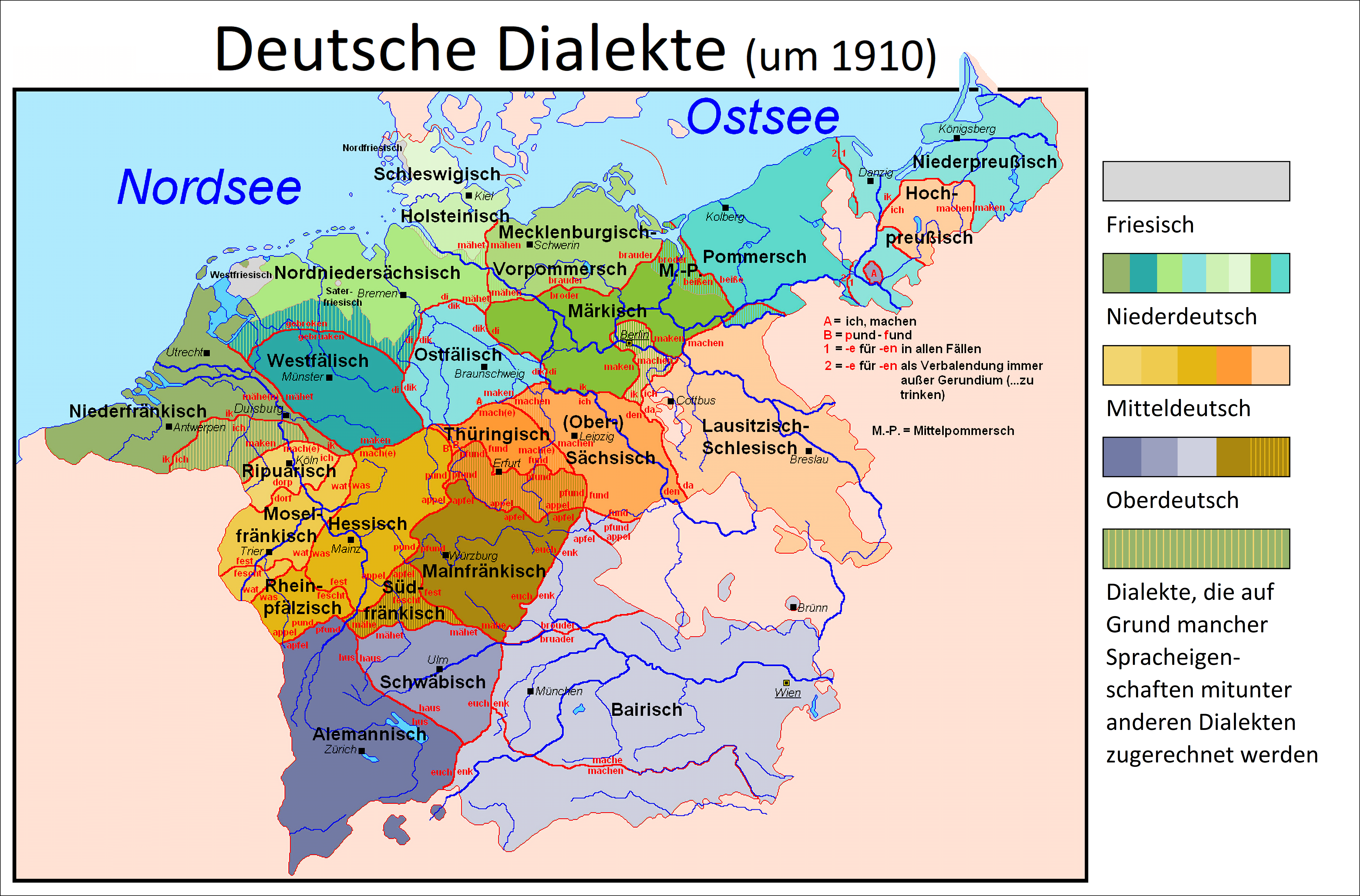
Carte des dialectes allemands en 1910 (le bas prussien est indiqué en haut à droite)

Le bas prussien (Niederpreußisch), parfois désigné simplement comme le prussien (Preußisch), est un dialecte allemand. Il fait partie du sous-groupe de dialectes bas-allemand oriental, qui font, eux-mêmes, partie du groupe des dialectes bas-allemands.

## Histoire
Ce dialecte s'est formé en Prusse-Orientale, à la suite de la fondation de l'État monastique des chevaliers teutoniques et de la colonisation des territoires de l'Est qui s'ensuivit, par des Allemands. Dans la mesure où ces colons venaient essentiellement d'Allemagne du nord et des Pays-Bas, la base du dialecte se rattache au bas-allemand. Toutefois, la Prusse-Orientale étant essentiellement peuplée de Baltes, à l'origine, les langues autochtones - notamment le vieux prussien - ont influencé l'évolution de ce dialecte. Le bas prussien étant la langue officielle de l'administration et de l'élite, puis de la majorité de la population avec la venue successive de colons allemands, il a progressivement remplacé, parmi le reste de la population, le vieux prussien qui a fini par disparaître au XVIIe siècle. La venue de colons allemands du sud de l'Allemagne, à la fin du XVIIe siècle et au début du XVIIIe siècle ont entraîné l'introduction de mots provenant des dialectes haut-allemands.
Le dialecte bas-prussien était parlé en Prusse-Orientale et Occidentale, ainsi qu'à Dantzig, jusqu'en 1945. Les modifications territoriales, qui ont suivi la fin de la Seconde Guerre mondiale, et l'expulsion des populations de langue allemande, de Prusse centrale et orientale vers la nouvelle Allemagne, ont entraîné une dispersion des locuteurs de ce dialecte et, par voie de conséquence, sa disparition progressive.
Le bas prussien est moribond de nos jours. Seule la variante Plautdietsch, parlée par les communautés mennonites dispersées à travers le monde, continue à être pratiquée couramment.

## Vocabulaire et grammaire
Le tableau ci-après montre l'influence des langues baltes, à travers le vieux prussien, sur le bas prussien.
| Bas prussien     | Vieux prussien | Letton                 | Lituanien       | Allemand standard    | Bas saxon           | Néerlandais | Français      |
| ---------------- | -------------- | ---------------------- | --------------- | -------------------- | ------------------- | ----------- | ------------- |
| Flins            | plīnksni       | plācenis               | blynas          | Pfannkuchen          | Pannkoken           | pannekoek   | crêpe         |
| Kaddig           | kaddegs        | kadiķis                | kadagys         | Wacholder            | Macholler ou Kaddik | Jenever     | Genévrier     |
| Kurp             | kurpi          | kurpe                  | kurpė           | Schuh                | Schoh               | Schoen      | Chaussure     |
| Kujel            | kūilis         | cūka, mežacūka, kuilis | kuilys, šernas  | Wildschwein          | Wildswien           | Wild zwijn  | sanglier      |
| Margell, Marjell | mērgā          | meitene, meiča         | merga, mergaitė | Magd, Mädchen, Mädel | Mäken, Määk, Maagd  | meid, maagd | fille, vierge |
| Paparz           | papartis       | paparde                | papartis        | Farn                 | Foorn               | Varen       | fougère       |
| Pawirpen         | (de pawīrps)   | algādzis, strādnieks   | padienis        | Losmann              | Peijats ou Lotmann  | Lotman      | joker         |
| Zuris            | sūris          | siers                  | sūris           | Käse                 | Kääs                | kaas        | fromage       |